# Trithemis aurora
Trithemis aurora är en trollsländeart som först beskrevs av Hermann Burmeister 1839.  Trithemis aurora ingår i släktet Trithemis och familjen segeltrollsländor. IUCN kategoriserar arten globalt som livskraftig. Inga underarter finns listade i Catalogue of Life.

## Bildgalleri

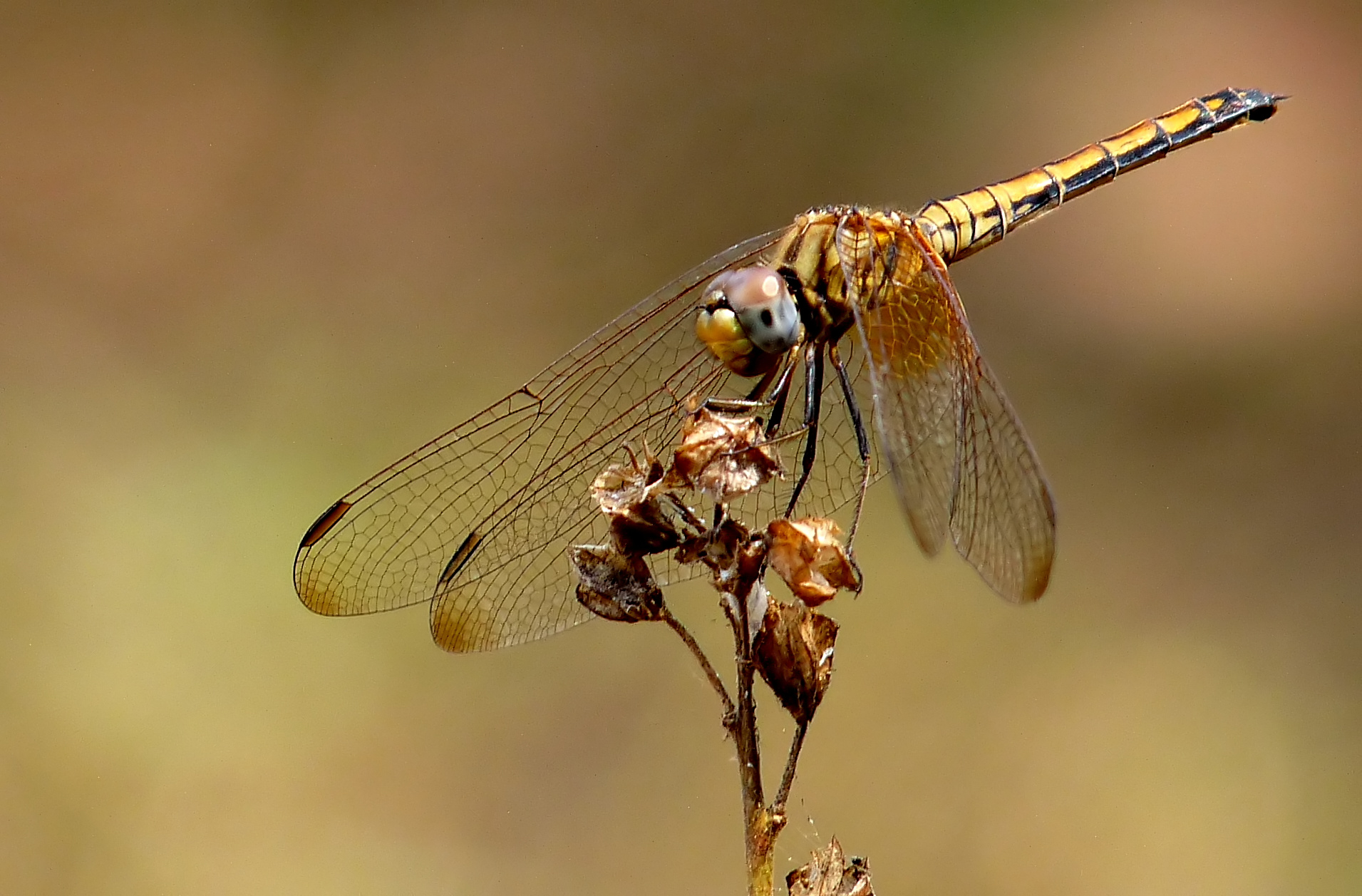
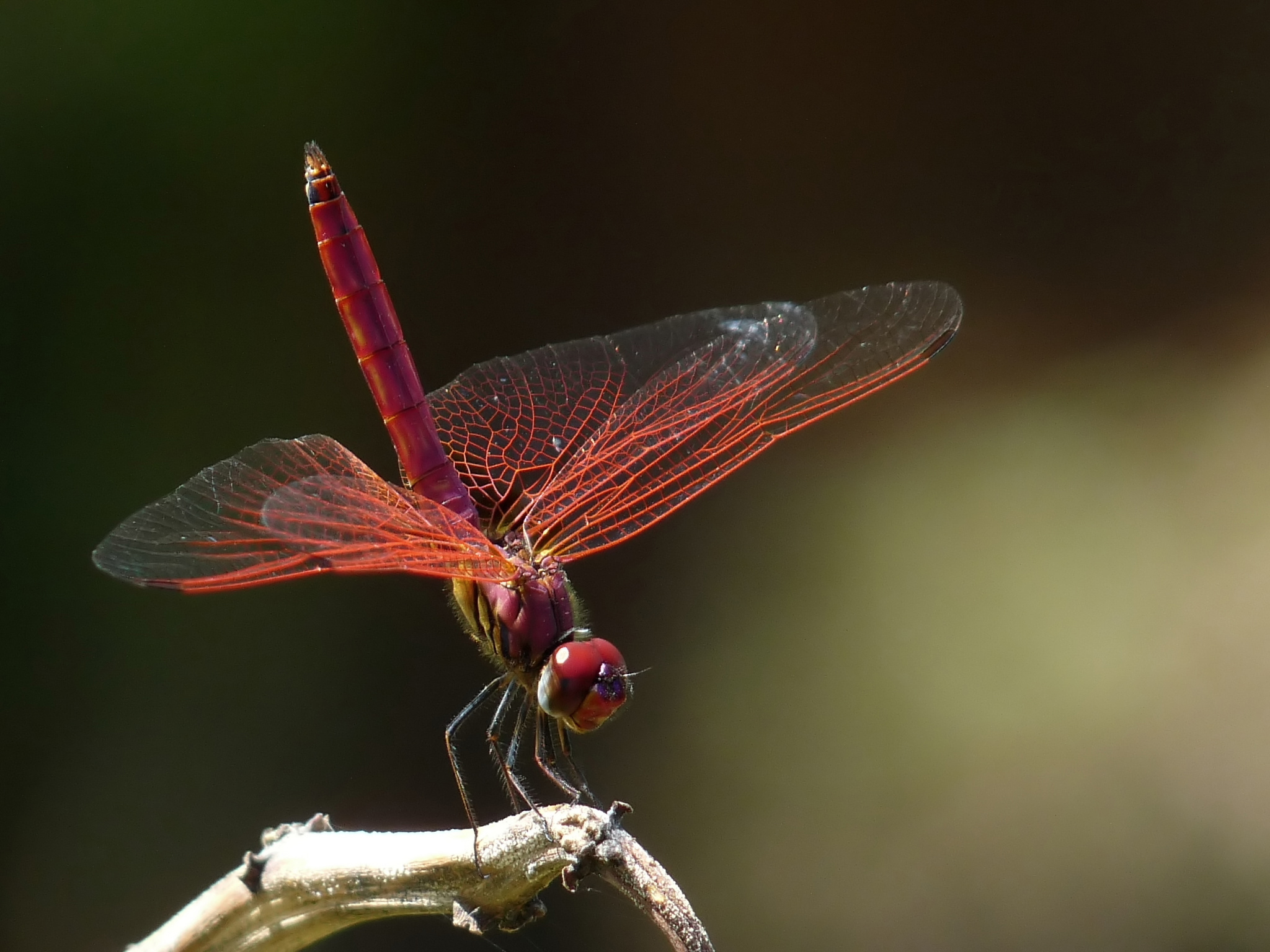
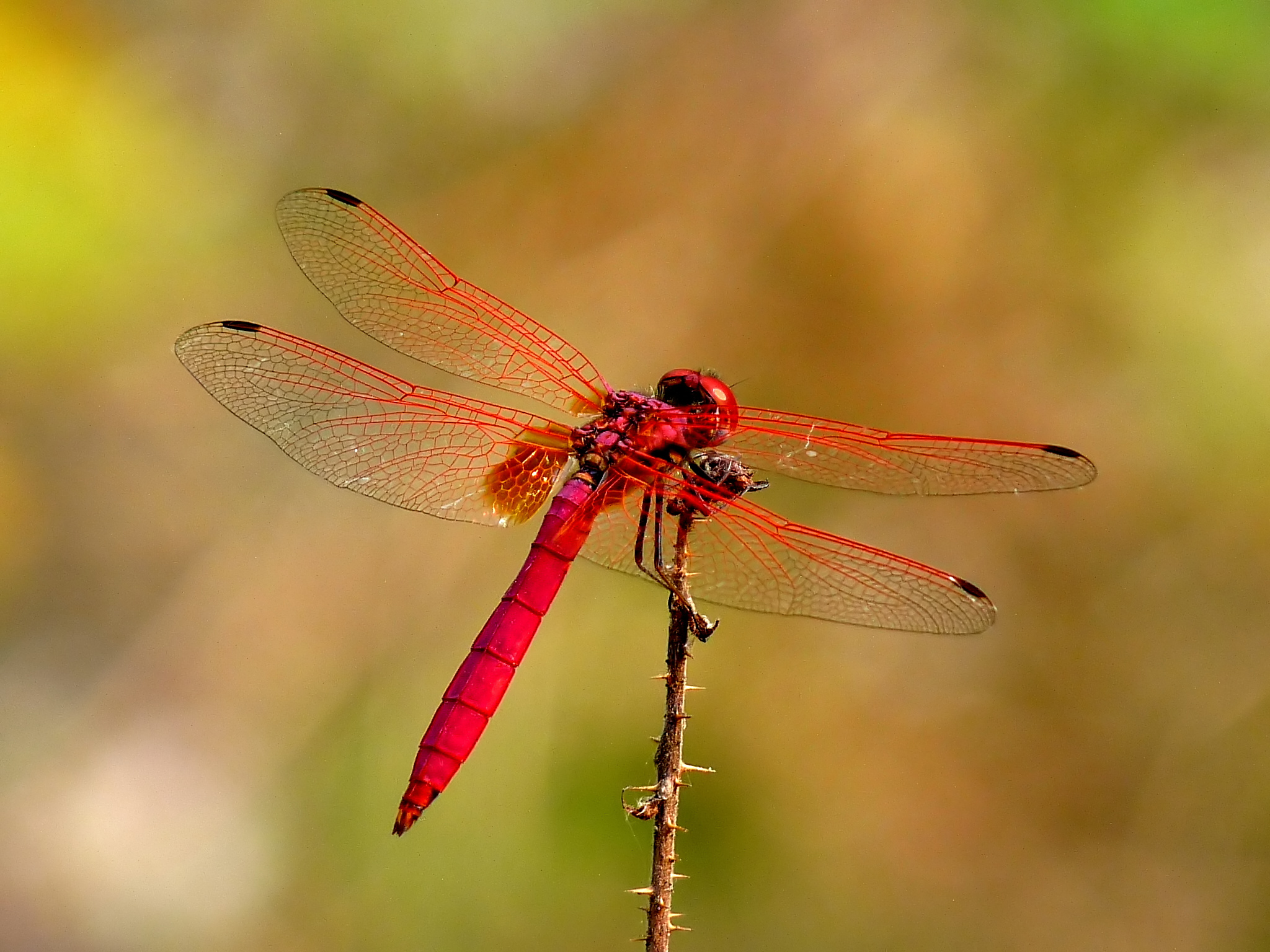
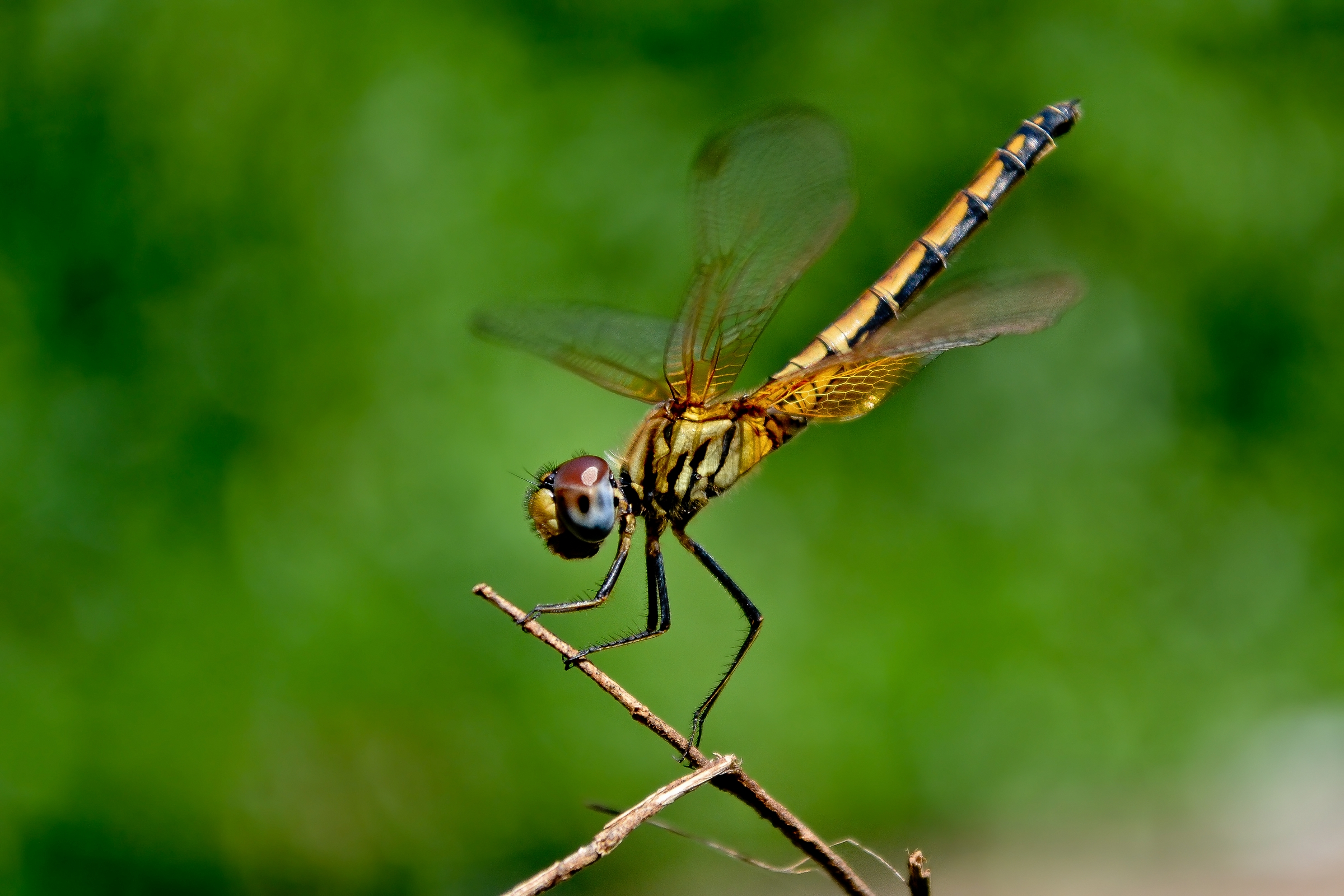
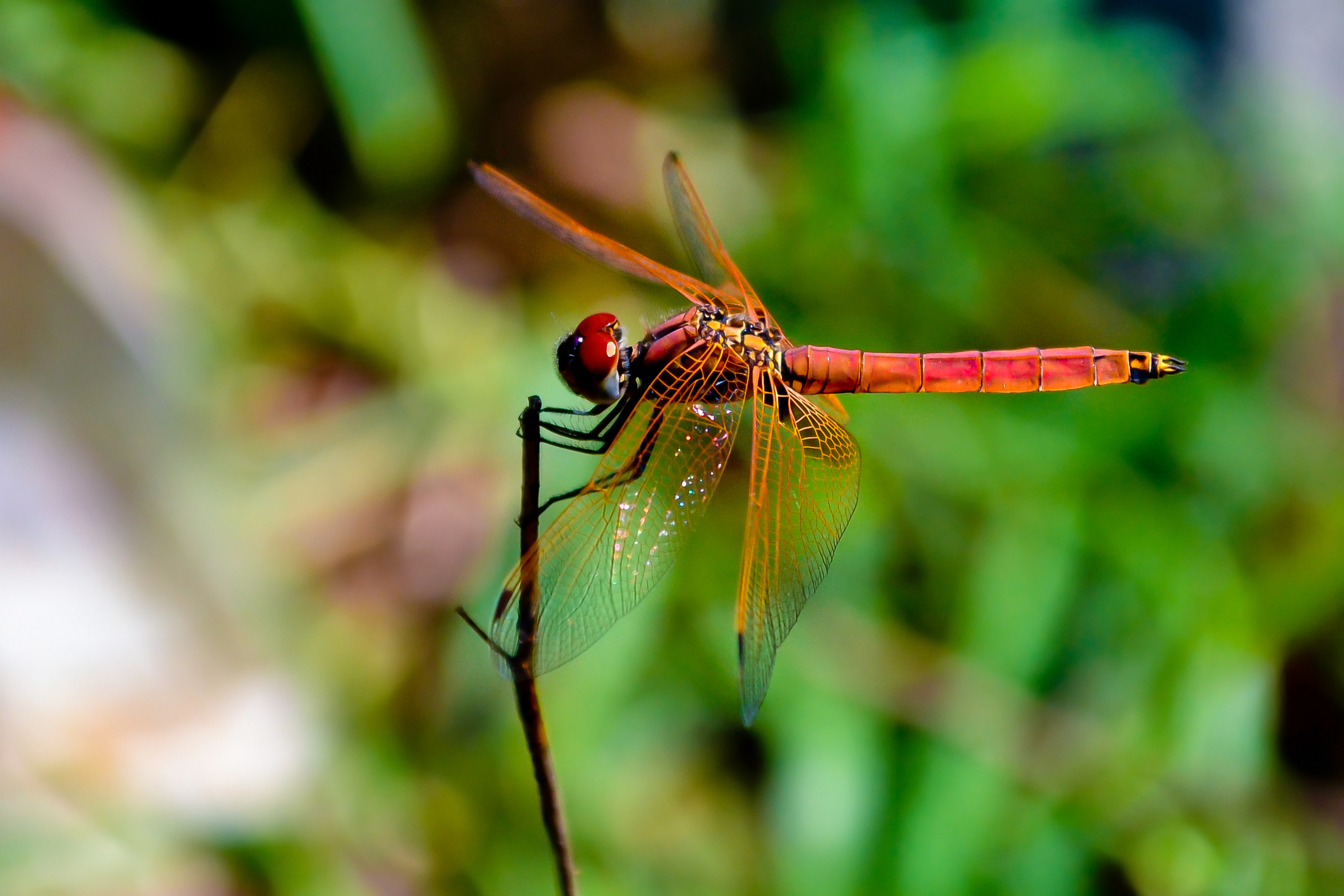
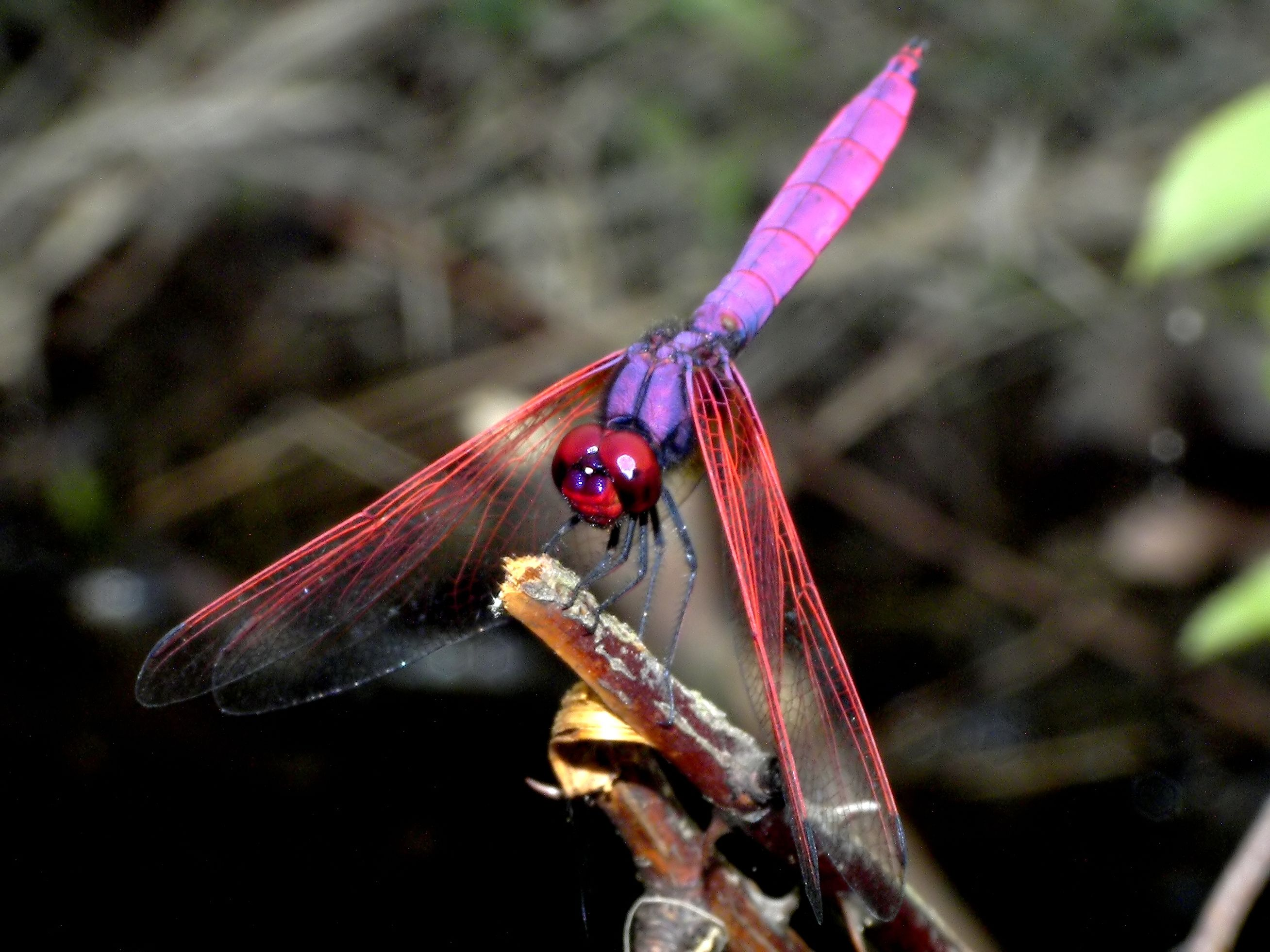